# Sedeguma
Sedeguma es una localidad caboverdiana del municipio de Santa Catarina.

## Geografía
La localidad está situada en la isla de Santiago.

## Organización territorial
La localidad abarca los lugares y barrios de:
- Chão de Casa Grande
- Chão Moreno
- Covão de Tarafe
- Oure
- Sedeguma
- Vassoura